# 愛晨徑
愛晨徑（英語：Oi Sen Path）是香港九龍中部的一條行人徑，位於紅磡以北，何文田以南，是十二號山的南坡，靠近港鐵東鐵綫路軌和愛民邨。北端連接治民街；南端連接支路較多，可經行人天橋往香港理工大學育才道或經行人隧道往紅磡溫思勞街。此外，近溫思勞街處可抄小徑至忠孝街。

## 歷史
此路早在20世紀初已建成，為當時唯一由紅磡通往何文田或旺角的道路，但因道路多山坡，在雨季時容易爆發山泥傾瀉，長而令道路封閉，加上汽車量大增，做成紅磡通往何文田的不便。佛光街建成後，問題才得以解決，但亦令愛晨徑的重要性大減。1990年代曾有匪徒藏於樹上乘機把途人洗劫並把人綁於樹上。以及在上水屠房仍未運作，仍需靠火車把生豬運至設於此路末段的牲口站，再運送至堅尼地城屠房，所以居於靠近愛晨徑的愛民邨居民，每當有運載生豬的火車經過會受到聲音及味到的滋擾。
由2012年12月21日起至2017年秋，因為沙田至中環綫工程的展開，愛晨徑暫時封閉。由於火車軌上興建了隔音上蓋及在路下面護土牆改建，使行人在絕大部分地方不可看見火車經過，即使可看見的只可以看見較遠的那條。

## 外部連結
香港街道映照-愛晨徑